# Équipe de Taïwan féminine de baseball
Uniformes
L'Équipe du Taipei Chinois de baseball féminin représente Taïwan lors des compétitions internationales comme la Coupe du monde.
Son premier match s'est déroulé contre l'Australie en 2004 au Japon. 
Elle participe à la Série Mondiale de baseball féminin en 2004,, un événement qui disparait ensuite au profit de la Coupe du monde de baseball féminin. 
En Coupe du monde, elle ne fait pas mieux que 5e à  trois reprises. Elle est en cinquième position du Classement mondial de l'IBAF au 1er septembre 2010.

## Palmarès
Série mondiale:
- 2004 : 5e

Coupe du monde:
- 2004 : 5e
- 2006 : 5e
- 2008 : 5e
- 2010 : 7e